# Ryan Archibald
Ryan Archibald (Auckland, 1 september 1980) is een Nieuw-Zeelandse hockeyer.
Archibald speelt sinds 1997 voor de Nieuw-Zeelandse hockeyploeg, bijgenaamd The Black Sticks. Met die ploeg heeft hij deelgenomen aan veel grote toernooien. De enige prijs was een zilveren medaille bij de Gemenebestspelen in 2002. Archibald begon met hockeyen in Auckland. In 2006 kwam de middenvelder naar Nederland om te spelen bij HC Rotterdam. Hij speelde in totaal vijf seizoenen voor de Hoofdklasser uit de havenstad. In 2011 ging Archibald terug naar zijn geboorteland.
Archibald zijn vader werd in 1976 olympisch kampioen hockey.

## Internationale toernooien
- 1998 – Sultan Azlan Shah Cup
- 1998 – Gemenebestspelen
- 1999 – Sultan Azlan Shah Cup
- 2000 – Olympisch kwalificatietoernooi
- 2000 – Sultan Azlan Shah Cup
- 2001 – Kwalificatie Wereldkampioenschap
- 2002 – Wereldkampioenschap hockey
- 2002 – Gemenebestspelen
- 2003 – Sultan Azlan Shah Cup
- 2003 – Champions Challenge
- 2004 – Olympisch kwalificatietoernooi
- 2004 – Champions Trophy
- 2005 – Sultan Azlan Shah Cup
- 2006 – Gemenebestspelen
- 2006 – Wereldkampioenschap hockey
- 2007 – Champions Challenge
- 2008 – Olympische Spelen
- 2012 – Olympische Spelen